# Таємниця школи мистецтв
«Таємниця школи мистецтв» (англ. Art School Confidential) — фільм 2006 року, режисера Террі Цвігофф. Екранізація коміксу.

## Зміст
Як йдеться, геніальних художників багато, а от тих, хто малювати уміє — мало. Юний Джеремі Платц був упевнений: він зі своїм талантом напевно проб'ється в найкращі учні престижної школи мистецтв. А там недалеко і до світової слави! Ось тільки реальність виявляється не дуже близька до того, як герой собі все уявляв. Найшвидше набирають бали зовсім не ті учні, хто дійсно обдарований, а ті, хто вміє себе грамотно пропіарити. Скандальна самореклама приносить більше, ніж безсонні ночі біля мольберта. Усвідомивши цю просту істину, Джером розробляє хитромудрий план, який неодмінно повинен зробити його суперзіркою найбільшого ярмарку марнославства — американської арт-сцени.

## Ролі
| Актор            | Роль                                    |
| ---------------- | --------------------------------------- |
| Макс Мінгелла    | Джером                                  |
| Софія Майлс      | Одрі                                    |
| Джон Малкович    | професор Сендіфорд                      |
| Джим Бродбент    | Джиммі                                  |
| Анжеліка Г'юстон | вчителька історії мистецтва             |
| Ітан Саплі       | Вінс                                    |
| Нік Свардсон     | Меттью                                  |
| Метт Кіслар      | Джона                                   |
| Адам Скотт       | Марвін Бушміллер                        |
| Маршалл Белл     | Лонні                                   |
| Стів Бушемі      | Боб Д'Аннунціо (у титрах не зазначений) |

## Знімальна група
- Режисер — Террі Цвігофф
- Сценарист — Деніел Клоуз
- Продюсер — Лайан Халфон, Джон Малкович, Расселл Сміт